# Turó de Fra Rafel
El turó de Fra Rafel és una muntanya situada al límit dels termes municipals de Badalona i Sant Fost de Campsentelles.
Té 413,2 metres d'alçada.
Està situat al sud-oest de la Conreria de Montalegre, l'antic seminari menor de Barcelona. Forma part de la serralada Litoral, i específicament de la serra de Marina, dins el conjunt anomenat muntanya de l'Amigó, que separada ambdós municipis.
Hi ha dues teories sobre el seu nom: que provingui d'un frare de la cartoixa de Montalegre, o bé que sigui una deformació del mot perafel o perafita, que significa «pedra de terme».
El turó està format per roques de composició granítica o quarsodiorítica, com altres elevacions de la zona com Montigalà o el puig Castellar.